# Eitan Tibi
Eitan Tibi (in ebraico איתן טיבי‎?; Gerusalemme, 16 novembre 1987) è un calciatore israeliano, di origini marocchine, difensore dell'Hapoel Be'er Sheva.

## Palmarès

### Club

#### Competizioni nazionali
- Campionato israeliano: 6

Beitar Gerusalemme: 2006-2007
Maccabi Tel Aviv: 2012-2013, 2013-2014, 2014-2015, 2018-2019, 2019-2020
- Coppa d'Israele: 3

Maccabi Tel Aviv: 2014-2015
Hapoel Be'er Sheva: 2021-2022, 2024-2025
- Coppa di Lega israeliana: 5

Beitar Gerusalemme: 2009-2010
Maccabi Tel Aviv: 2014-2015, 2017-2018, 2018-2019, 2020-2021
- Supercoppa d'Israele: 3

Maccabi Tel Aviv: 2019, 2020
Hapoel Be'er Sheva: 2022